# Андрія Делібашич
Андрі́я Деліба́шич (серб. Andrija Delibašić; 24 квітня 1981, Никшич — 19 березня 2025) — чорногорський футболіст, нападник.

## Клубна кар'єра
Народився 24 квітня 1981 року в місті Никшич. Вихованець юнацьких команд футбольних клубів «Сутьєска» та «Партизан».
У дорослому футболі дебютував 1999 року виступами за команду клубу «Партизан», в якій провів чотири сезони, взявши участь у 87 матчах чемпіонату. Більшість часу, проведеного у складі «Партизана», був основним гравцем атакувальної ланки команди. У складі «Партизана» був одним з головних бомбардирів команди, маючи середню результативність на рівні 0,44 гола за гру першості.
Згодом з 2003 по 2010 рік грав у складі команд клубів «Мальорка», «Бенфіка», «Брага», АЕК, «Бейра-Мар», «Реал Сосьєдад» та «Еркулес». Протягом цих років виборов титул чемпіона Португалії.
До складу клубу «Райо Вальєкано» приєднався 2010 року. Наразі встиг відіграти за мадридський клуб 52 матчі в національному чемпіонаті.

## Виступи за збірні
2004 року залучався до складу молодіжної збірної Сербії та Чорногорії. На молодіжному рівні зіграв у 4 офіційних матчах.
2009 року дебютував в офіційних матчах у складі національної збірної Чорногорії. Наразі провів у формі головної команди країни 18 матчів, забивши 4 голи.

## Смерть
Помер 19 березня 2025 року у віці 43 років.

## Титули й досягнення
- Володар Кубка Югославії (1):

«Партизан»: 2000-01
- Чемпіон Югославії (2):

«Партизан»: 2001-02, 2002-03.
- Чемпіон Португалії (1):

«Бенфіка»: 2004-05